# (46644) Lagia
(46644) Lagia (1995 OF) – planetoida z pasa głównego asteroid okrążająca Słońce w ciągu 3,5 lat w średniej odległości 2,3 au. Odkryta 19 lipca 1995 roku.